# Eupithecia explanata
Eupithecia explanata är en fjärilsart som beskrevs av Walker 1862. Eupithecia explanata ingår i släktet Eupithecia och familjen mätare. Inga underarter finns listade i Catalogue of Life.